# Montsechia vidalii

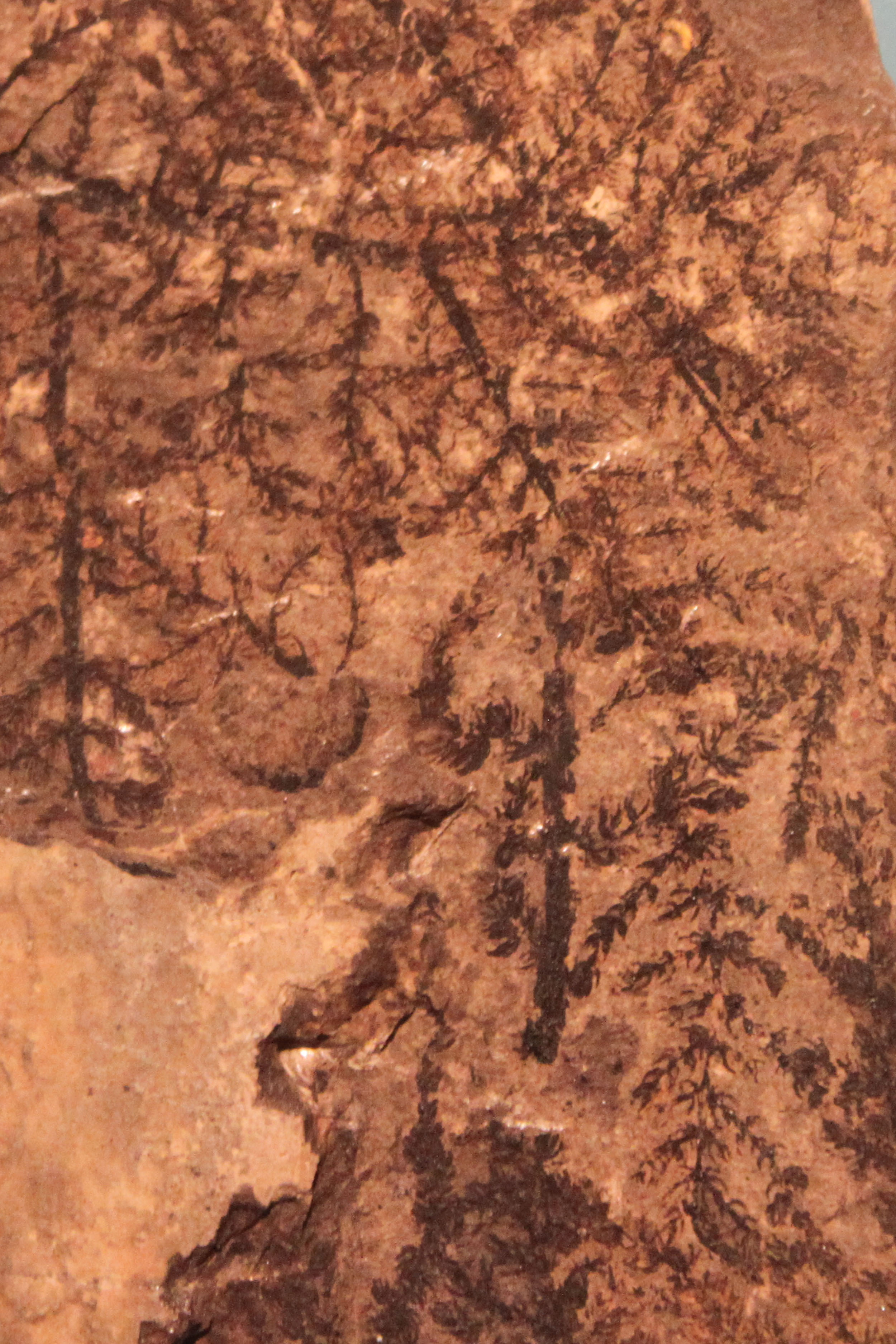
Detalle de tallos y hojas.

Montsechia vidalii (Zeiler) Teixeira, 1954 es una especie de planta de porte herbáceo y hábito acuático conocida a partir de sus restos fósiles, datados en la edad Barremiense del Cretácico inferior, de dos localidades de la península ibérica. 
Este vegetal presenta tallos heteromórficos caracterizados por la presencia de estructuras reproductivas femeninas de fecundación acuática. Se considera que esta especie es la angiosperma más antigua conocida en la actualidad manteniendo una posición basal respecto al grupo.

## Morfología
Los especímenes fósiles conocidos de la especie Monsechia vidalii se corresponden a dos localidades del este de la península ibérica, ambas del Barremiense. Los primeros ejemplares aparecieron a finales del siglo XIX en el yacimiento de la Sierra del Montsec en el Pirineo de Lérida, la cantera de La Pedrera de Meià y mucho después en La Cabroa. En la década de 1980 la especie fue también identificada en el yacimiento de Las Hoyas, en la Serranía de Cuenca, provincia de Cuenca.
Los fósiles de Montsechia vidalii son heteromórficos mostrando dos tipos de tallos portadores de hojas y frutos caracterizados por la morfología de sus hojas y su filotaxis. Ambos tipos se encuentran fuertemente asociados en los restos fósiles y según indican los análisis histológicos y, especialmente, la anatomía de las estructuras sexuales femeninas se corresponden a una misma especie. 
El primer tipo de eje posee ramificaciones opuestas a decusadas portadoras de hojas lineares y solo en raras ocasiones portan frutos. En el segundo tipo de eje presenta ramificaciones en patrón helicoidal, hojas pequeñas y escamosas y numerosos frutos. Ambos tipos de ejes presentan una delgada cutícula con estomas anomocíticos, esto es, que no poseen células anexas. Aunque son numerosos los ejemplares conocidos de la especie no se ha reportado la presencia de raíces ni de estructuras reproductivas masculinas. 
La principal característica anatómica de la especie es su fruto. Estas estructuras se desarrollan por pares en el extremo de inflorescencias indeterminadas. Tienen morfología ascidiada, su superficie no presenta ningún tipo de ornamentación y poseen un poro o micropilo en su extremo distal. La presencia de este poro y de granos de polen germinados en él, y no de un estigma como el presente en angiospermas actuales, indica que la estructura reproductiva femenina era hidrofílica, esto es, que su fecundación era acuática. Cada futo porta una única semilla unitegumental que se desarrolla a partir de un óvulo péndulo y ortrótopo según se deduce a partir de la posición invertida de la semilla respecto del poro.

## Taxonomía y evolución
Montsechia vidalii presenta caracteres similares a los de las especies cretácicas del actual género Ceratophyllum, especialmente en lo que se refiere a su fecundación. Ceratophyllum es considerada, sobre la base de análisis cladísticos, como perteneciente al grupo basal de las actuales angiospermas. Otros estudios, sin embargo, mantienen a Ceratophyllum como grupo hermano de las angiospermas manteniendo a la actual Amborella como grupo basal. 
La antigüedad de Montsechia parece indicar una estrecha relación con Ceratophyllum y, posiblemente con Pseudoasterophyllites cretaceus, ocupando una posición basal respecto a Ceratophyllales que, por tanto habría tenido un origen acuático.